# Ardisia taytayensis
Ardisia taytayensis är en viveväxtart som beskrevs av Elmer Drew Merrill. Ardisia taytayensis ingår i släktet Ardisia och familjen viveväxter. Inga underarter finns listade i Catalogue of Life.